# Jeux para-asiatiques
Ne doit pas être confondu avec Jeux asiatiques ou Jeux FESPIC.
Les Jeux para-asiatiques sont une compétition multisports organisée tous les quatre ans par le Comité paralympique asiatique (en), rassemblant les sportifs handisports des comités nationaux paralympiques d'Asie. Ils sont organisés après les Jeux asiatiques.
La première édition a lieu en 2010.
Ils succèdent aux Jeux FESPIC, les Jeux handisports d'Extrême-Orient et du Pacifique Sud organisés de 1975 à 2006.

## Éditions
| Édition | Année     | Ville hôte | Pays            | Dates                  |
| ------- | --------- | ---------- | --------------- | ---------------------- |
| 1       | 2010 (en) | Canton     | Chine           | 12 au 19 décembre 2010 |
| 2       | 2014 (en) | Incheon    | Corée du Sud    | 18 au 24 octobre 2014  |
| 3       | 2018 (en) | Jakarta    | Indonésie       | 6 au 13 octobre 2018   |
| 4       | 2022 (en) | Hangzhou   | Chine           | 22 au 28 octobre 2023  |
| 5       | 2026      | Nagoya     | Japon           |                        |
| 6       | 2030      | Doha       | Qatar           |                        |
| 7       | 2034      | Riyad      | Arabie saoudite |                        |